# Muitis daucoides
Muitis daucoides är en flockblommig växtart som först beskrevs av Carl von Linné, och fick sitt nu gällande namn av Constantine Samuel Rafinesque. Muitis daucoides ingår i släktet Muitis och familjen flockblommiga växter. Inga underarter finns listade i Catalogue of Life.